# Anomala adhaerescens
Anomala adhaerescens är en skalbaggsart som beskrevs av Ohaus 1916. Anomala adhaerescens ingår i släktet Anomala och familjen Rutelidae. Inga underarter finns listade i Catalogue of Life.